# オキサロバクター科
オキサロバクター科（ーか、Oxalobacteraceae）はPseudomonadota門ベータプロテオバクテリア綱バークホルデリア目の科の一つである。メンバーは全てグラム陰性菌である。偏性嫌気性菌と偏性好気性菌の両方、及び窒素固定菌を含む。その細胞は弯曲、ビブリオ様、或いは直線状の桿状形をとる。

## 下位分類（属）
オキサロバクター科は以下の属を含む(2024年7月現在)。

### IJSEMに正式承認されている属
- Actimicrobium　アクチミクロビウム属

Kim et al. 2021 (IJSEMリストに記載 2021)
- Collimonas　コリモナス属

De Boer et al. 2004 (IJSEMリストに記載 2004)、修正 Lee 2018 (IJSEMリストに記載 2018)
- Duganella　ズガネラ属

Hiraishi et al. 1997 (IJSEMリストに記載 1998)、修正 Kämpfer et al. 2012 (IJSEMリストに記載 2012)、修正 Lu et al. 2020 (IJSEMリストに記載 2021)
- Glaciimonas　グラキイモナス属

Zhang et al. 2011 (IJSEMリストに記載 2011)、修正 Margesin et al. 2016 (IJSEMリストに記載 2016)
- Herbaspirillum　ヘルバスピリラム属（ハーバスピリラム属）

Baldani et al. 1986、修正 Baldani et al. 1996 (IJSEMリストに記載 1996)、修正 Carro et al. 2012 (IJSEMリストに記載 2012)
- Herminiimonas　ヘルミニイモナス属

Fernandes et al. 2005 (IJSEMリストに記載 2005)
- Janthinobacterium ジャンチノバクテリウム属

De Ley et al. 1978 (IJSEMリストに記載 1980)、修正 Lincoln et al. 1999 (IJSEMリストに記載 2000)
- Keguizhuia

Zhao et al. 2024 (IJSEMリストに記載 2024)
- Lacisediminimonas

Wu et al. 2020 (IJSEMリストに記載 2024)
- Massilia マッシリア属

La Scola et al. 2000 (IJSEMリストに記載 2000)、修正 Kämpfer et al. 2011 (IJSEMリストに記載 2011)、修正 Singh et al. 2015 (IJSEMリストに記載 2016)
- Noviherbaspirillum　ノビヘルバスピリラム属

Lin et al. 2013 (IJSEMリストに記載 2014)、修正 Li et al. 2024
- Oxalicibacterium オクサリチバクテリウム属

Tamer et al. 2003 (IJSEMリストに記載 2003)
- Oxalobacter　オキサロバクター属

Allison et al. 1985 (IJSEMリストに記載 1985)
- Paraherbaspirillum　パラヘルバスピリラム属

Anandham et al. 2013 (IJSEMリストに記載 2013)
- Sapientia　サピエンティア属

Felföldi et al. 2020 (IJSEMリストに記載 2020)
- Solimicrobium　ソリミクロビウム属

Margesin et al. 2018 (IJSEMリストに記載 2018)
- Telluria　テルリア属

Bowman et al. 1993 (IJSEMリストに記載 1993)、修正 Bowman 2023 (IJSEMリストに記載 2023)
- Undibacterium　ウンジバクテリウム属

Kämpfer et al. 2007 (IJSEMリストに記載 2007)、修正 Eder et al. 2011 (IJSEMリストに記載 2011)
- Zemynaea

Bowman 2023 (IJSEMリストに記載 2023)

### IJSEMに未承認の属
- "Candidatus Zinderia"

McCutcheon and Moran 2010 (IJSEMリストに記載 2020)
- Mokoshia

Bowman 2023 (IJSEMリストに記載 2023)
現在はMassilia（マッシリア属）に再分類されている。
- Naxibacter　ナキシバクター属

Xu et al. 2005 (IJSEMリストに記載 2005)、修正 Kämpfer et al. 2008 (IJSEMリストに記載 2008)
現在はMassiliaに再分類されている。
- Pseudoduganella　シュードズガネラ属

Kämpfer et al. 2012 (IJSEMリストに記載 2012)
現在はDuganella（ズガネラ属）に再分類されている。